# Tvärträsket (Burträsks socken, Västerbotten)
Tvärträsket är en sjö i Skellefteå kommun i Västerbotten och ingår i Bureälvens huvudavrinningsområde. Sjön har en area på 0,139 kvadratkilometer och ligger 283,9 meter över havet. Sjön avvattnas av vattendraget Kvarnbäcken.

## Delavrinningsområde
Tvärträsket ingår i det delavrinningsområde (717848-171418) som SMHI kallar för Utloppet av Tvärträsket. Medelhöjden är 316 meter över havet och ytan är 2,41 kvadratkilometer. Det finns inga avrinningsområden uppströms utan avrinningsområdet är högsta punkten. Kvarnbäcken som avvattnar avrinningsområdet har biflödesordning 3, vilket innebär att vattnet flödar genom totalt 3 vattendrag innan det når havet efter 91 kilometer. Avrinningsområdet består mestadels av skog (90 procent). Avrinningsområdet har 0,14 kvadratkilometer vattenytor vilket ger det en sjöprocent på 5,8 procent.